# Dumping
Le terme de dumping (de l'anglais to dump, « déverser », « se débarrasser de ») désigne :
- la minimisation des contraintes légales en matière de fiscalité, de protection sociale ou de protection de l'environnement par un État ;
- la violation de contraintes légales en matière de fiscalité, de protection sociale ou de protection de l'environnement par une entreprise ;
- la vente à perte (vente d'un produit à un prix inférieur au prix de revient) par une entreprise.

Dans le cas des chefs d'entreprises, la motivation est de conquérir ou préserver des parts de marché. Pour les États ce n'est pas nécessairement le cas.
Dans la mesure notamment où il s'agit de pratiques commerciales contraires à une concurrence efficace pour la collectivité, ces actions peuvent être qualifiées comme étant déloyales, voire comme étant franchement abusives, correspondant à des positions ou agissements interdits par les réglementations nationales ou internationales.
Cela peut donner lieu à rechercher une réparation du préjudice subi devant les instances judiciaires compétentes en fonction du périmètre de l'infraction (échelon national, inter-étatique, ou international).
Les règles de l'Organisation mondiale du commerce autorisent le pays consommateur à appliquer un droit de douane antidumping compensateur pour défendre les producteurs nationaux.
Les pratiques de dumping ne sont pas seulement constatées à l'export. À l'intérieur d'un même pays, elles caractérisent tout autant le comportement d'une entreprise soucieuse de se diversifier et pratiquant des tarifs très « offensifs » voire « déloyaux » (marges nulles ou très faibles supportées grâce aux revenus de l'activité primaire) pour se tailler une place dans un nouveau domaine d'activité stratégique, un nouveau marché, une nouvelle zone géographique.

## Dumping fiscal, social, environnemental, éthique

### Concurrence fiscale
La concurrence fiscale ou dumping fiscal consiste pour un État à imposer faiblement (c'est-à-dire plus faiblement que ce que font les autres pays) les sociétés et les personnes sur son territoire afin de les attirer.

### Dumping social
Selon un rapport d'information déposé par la délégation de l'Assemblée nationale française pour l'Union européenne et présenté par Gaëtan Gorce le 25 mai 2000, le dumping social est « toute pratique consistant, pour un État ou une entreprise, à violer, à contourner ou à dégrader, de façon plus ou moins délibérée, le droit social en vigueur — qu’il soit national, communautaire ou international — afin d’en tirer un avantage économique, notamment en termes de compétitivité. »

### Dumping environnemental
Le dumping environnemental ou dumping écologique est le fait pour un territoire d'établir moins de règles environnementales que celles qui s'appliquent ailleurs, pour favoriser les entreprises locales par rapport à leurs concurrentes étrangères. Plus généralement, on parle de « dumping écologique » lorsque les règles écologiques sont moins contraignantes qu'ailleurs, même si le législateur local ne vise pas expressément à favoriser les entreprises de son sol par rapport aux entreprises étrangères.

### Dumping éthique
On parle de dumping éthique, notamment dans la recherche médicale, pour les situations dans lesquelles une personne mène une activité dans un pays où les règles éthiques de la recherche sur les personnes humaines ou sur les animaux, sont moins strictes que dans son pays d'origine où il aurait donc été impossible ou plus difficile de conduire ces mêmes travaux.

## Vente à perte
Dans le cadre du commerce international, le dumping est le fait d'exporter une marchandise à un prix inférieur à celui pratiqué dans le pays d'origine – ce afin d'écouler une production à l'extérieur, à prix bas, sans dégrader le niveau de prix sur le marché intérieur – ou de prendre place de manière offensive sur le marché extérieur en pratiquant des marges faibles voire nulles. Ce défaut temporaire de marge à l'export étant compensé
- soit par les marges confortables réalisées sur le marché intérieur,
- soit par les subventions accordées par le gouvernement du pays d'origine des marchandises.

## Antidumping
Une mesure antidumping est une mesure prise par un État en réaction au dumping pratiqué par les entreprises d'un pays tiers. Les mesures antidumping sont réglementées par l'Organisation mondiale du commerce (OMC).
Parmi les mesures possibles, les pays peuvent imposer des droits antidumping. Dans le cadre de l'OMC, ces droits doivent correspondre à la différence entre le cout de production et le prix de vente sur le marché importateur. Le cout de production peut être estimé à partir du prix de vente sur le marché d'origine, lorsque le pays exportateur est une économie de marché. D'autres méthodes sont utilisées dans les autres cas.
Dans l'Union européenne, la base légale pour l'imposition de droits antidumping est le règlement (CE) no 1225/2009 du Conseil du 30 novembre 2009 relatif à la défense contre les importations qui font l’objet d’un dumping de la part de pays non membres de la Communauté européenne. Lorsqu'un dumping est rapporté par une entreprise qui estime subir un préjudice, l'Union européenne mène une enquête, qui peut se solder par une clôture de la procédure sans institution de mesures, par l'instauration de droits antidumping provisoires ou l'imposition de droits antidumping définitifs.